# Залізецьке джерело
Залізе́цьке джерело́ — гідрологічна пам'ятка природи місцевого значення в Україні. Розташована на території Тернопільського району Тернопільської області, в смт Залізці, біля кафе «Рибалка». 
Площа — 0,01 га. Статус отриманий згідно з рішенням виконавчого комітету Тернопільської обласної ради від 26 грудня 1983 року № 496. Перебуває у віданні: Залозецька селищна рада.